# Мозамбік на літніх Олімпійських іграх 2016
Мозамбік на літніх Олімпійських іграх 2016 був представлений 6 спортсменами в 4 видах спорту. Жодної медалі олімпійці Мозамбіку не завоювали.

## Спортсмени
| Дисципліна                      | Чоловіки | Жінки | Разом |
| ------------------------------- | -------- | ----- | ----- |
| Легка атлетика                  | 1        | 0     | 1     |
| Веслування на байдарках і каное | 2        | 0     | 2     |
| Дзюдо                           | 1        | 0     | 1     |
| Плавання                        | 1        | 1     | 2     |
| Разом                           | 5        | 1     | 6     |

## Легка атлетика
Легенда
- Note – для трекових дисциплін місце вказане лише для забігу, в якому взяв участь спортсмен
- Q = пройшов у наступне коло напряму
- q = пройшов у наступне коло за добором (для трекових дисциплін - найшвидші часи серед тих, хто не пройшов напряму; для технічних дисциплін - увійшов до визначеної кількості фіналістів за місцем якщо напряму пройшло менше спортсменів, ніж визначена кількість)
- NR = Національний рекорд
- N/A = Коло відсутнє у цій дисципліні
- Bye = спортсменові не потрібно змагатися у цьому колі

Трекові і шосейні дисципліни
| Спортсмен  | Дисципліна                               | Попередній забіг | Попередній забіг | Півфінал        | Півфінал        | Фінал           | Фінал           |
| Спортсмен  | Дисципліна                               | Результат        | Місце            | Результат       | Місце           | Результат       | Місце           |
| ---------- | ---------------------------------------- | ---------------- | ---------------- | --------------- | --------------- | --------------- | --------------- |
| Курт Коуту | біг на 400 метрів з бар'єрами (чоловіки) | 49.74 SB         | 6                | Завершив виступ | Завершив виступ | Завершив виступ | Завершив виступ |

## Веслування на байдарках і каное

### Спринт
| Спортсмен                 | Дисципліна             | Заїзди   | Заїзди | Півфінали       | Півфінали       | Фінал           | Фінал           |
| Спортсмен                 | Дисципліна             | Час      | Місце  | Час             | Місце           | Час             | Місце           |
| ------------------------- | ---------------------- | -------- | ------ | --------------- | --------------- | --------------- | --------------- |
| Мусса Шамауне             | К-1, 1000 м (чоловіки) | 5:00.454 | 7 Q    | 5:07.281        | 8               | Завершив виступ | Завершив виступ |
| Жоакім Лобо               | К-1, 200 м (чоловіки)  | 44.949   | 6      | Завершив виступ | Завершив виступ | Завершив виступ | Завершив виступ |
| Мусса Шамауне Жоакім Лобо | К-2, 1000 м (чоловіки) | 4:14.002 | 5 Q    | 4:23.965        | 4 FB            | 4:38.732        | 11              |

Пояснення до кваліфікації: FA = Кваліфікувались до фіналу A (за медалі); FB = Кваліфікувались до фіналу B (не за медалі)

## Дзюдо

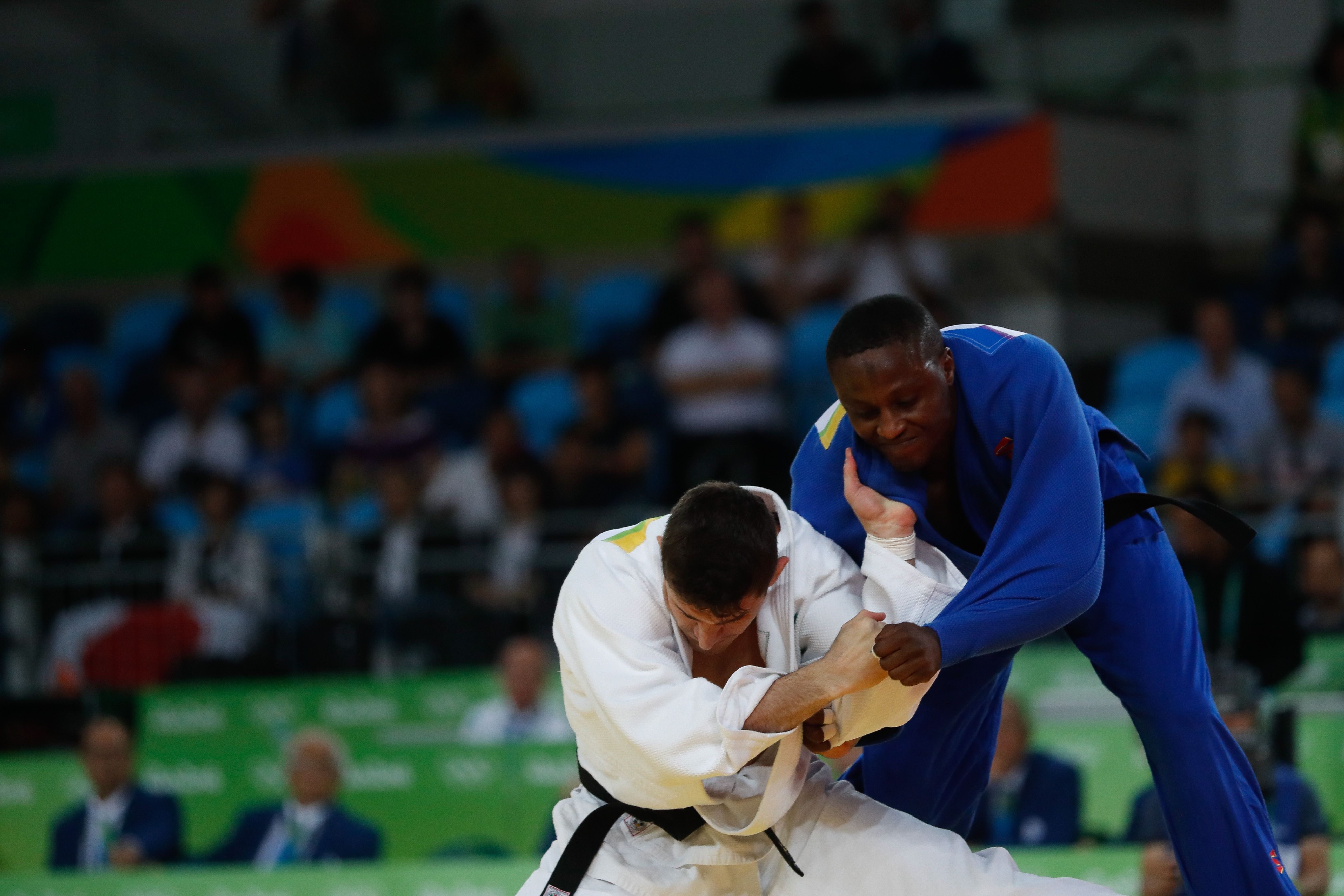
Марлон Акаціу (праворуч) проти Віктора Пеналбера

| Спортсмен     | Категорія           | 1/32 фіналу        | 1/16 фіналу              | 1/8 фіналу         | Чвертьфінали       | Півфінали          | Втішний поєдинок   | Фінал / БМ         | Фінал / БМ      |
| Спортсмен     | Категорія           | Суперник Результат | Суперник Результат       | Суперник Результат | Суперник Результат | Суперник Результат | Суперник Результат | Суперник Результат | Місце           |
| ------------- | ------------------- | ------------------ | ------------------------ | ------------------ | ------------------ | ------------------ | ------------------ | ------------------ | --------------- |
| Марлон Акаціу | до 81 кг (чоловіки) | Bye                | Пеналбер (BRA) L 000–100 | Завершив виступ    | Завершив виступ    | Завершив виступ    | Завершив виступ    | Завершив виступ    | Завершив виступ |

## Плавання
| Спортсмен       | Дисципліна                           | Попередній заплив | Попередній заплив | Півфінал         | Півфінал         | Фінал            | Фінал            |
| Спортсмен       | Дисципліна                           | Час               | Місце             | Час              | Місце            | Час              | Місце            |
| --------------- | ------------------------------------ | ----------------- | ----------------- | ---------------- | ---------------- | ---------------- | ---------------- |
| Ігор Монь       | 100 метрів вільним стилем (чоловіки) | 50.65             | 45                | Завершив виступ  | Завершив виступ  | Завершив виступ  | Завершив виступ  |
| Янна Сонненщейн | 100 метрів батерфляєм (жінки)        | 1:04.21           | 39                | Завершила виступ | Завершила виступ | Завершила виступ | Завершила виступ |